# Orljakovo
Orljakovo – wieś w Chorwacji, w żupanii karlowackiej, w gminie Kamanje. W 2011 roku liczyła 188 mieszkańców.